# Clonacris
Clonacris is een geslacht van rechtvleugeligen uit de familie veldsprinkhanen (Acrididae). De wetenschappelijke naam van dit geslacht is voor het eerst geldig gepubliceerd in 1943 door Uvarov.

## Soorten
Het geslacht Clonacris omvat de volgende soorten:
- Clonacris finoti Kirby, 1914
- Clonacris greeni Kirby, 1914
- Clonacris kirbyi Finot, 1903
- Clonacris sila Rehn, 1944